# Voleibol de praia nos Jogos Olímpicos de Verão de 2020 - Feminino
O torneio feminino de voleibol de praia nos Jogos Olímpicos de Verão de 2020 foi realizado entre 24 de julho e 6 de agosto de 2021 na arena temporária montada no Parque Shiokaze, em Tóquio. Um total de 46 competidores (23 duplas) de 16 Comitês Olímpicos Nacionais (CON) participaram do evento.

## Qualificação
Cada CON poderia classificar até duas duplas no torneio feminino, totalizando 24 conjuntos participantes. As vagas foram distribuídas através do  Campeonato Mundial de 2019, onde a dupla vencedora assegurou uma quota para seu CON; através do Torneio de Qualificação Olímpica, onde foram atribuídas duas vagas; e para as 15 duplas com melhor classificação no ranking mundial de junho de 2020, respeitando o limite máximo de duas vagas por CON. As vagas restantes foram atribuídas as cinco vencedoras das finais da Copa Continental (uma por continente), além de uma vaga ao Japão por ser o país anfitrião e teve uma vaga garantida (podendo participar dos eventos de qualificação anteriores para obter uma segunda vaga).

## Formato
Vinte e quatro duplas participaram da competição, sendo divididas em seis grupos de quatro equipes cada. As duas primeiras de cada grupo avançaram a fase final. As duas melhores duplas terceiro colocadas nos grupos também avançaram, e as quatro restantes disputaram uma fase extra de play-offs (lucky loser) para determinar mais duas classificadas, totalizando as 16 duplas nas oitavas de final. A partir dessa etapa, a competição foi realizada em sistema eliminatório direto, com as quartas de final, semifinal e finais para definição das medalhistas.

## Calendário
| FG | Fase de grupos | OF | Oitavas de final | QF | Quartas de final | SF | Semifinal | B | Disputa pelo bronze | F | Final |

| DataEvento       | 24 jul | 25 jul | 26 jul | 27 jul | 28 jul | 29 jul | 30 jul | 31 jul | 1 ago | 2 ago | 3 ago | 4 ago | 5 ago | 6 ago | 6 ago | 7 ago | 7 ago |
| ---------------- | ------ | ------ | ------ | ------ | ------ | ------ | ------ | ------ | ----- | ----- | ----- | ----- | ----- | ----- | ----- | ----- | ----- |
| Torneio feminino | FG     | FG     | FG     | FG     | FG     | FG     | FG     | FG     | OF    | OF    | QF    |       | SF    | B     | F     |       |       |

## Medalhistas
| Ouro   | USA April Ross e Alexandra Klineman            |
| Prata  | AUS Taliqua Clancy e Mariafe Artacho del Solar |
| Bronze | SUI Joana Heidrich e Anouk Vergé-Dépré         |

## Sorteio
O sorteio das 24 duplas em cada um dos seis grupos foi realizado em 5 de julho de 2021 em Moscou, na Rússia.
| Grupo A                                     | Grupo B                                        | Grupo C                                  |
| ------------------------------------------- | ---------------------------------------------- | ---------------------------------------- |
| CAN Sarah Pavan – Melissa Humana-Paredes    | USA Alexandra Klineman – April Ross            | BRA Ágatha Bednarczuk – Duda Lisboa      |
| SUI Joana Heidrich – Anouk Vergé-Dépré      | NED Sanne Keizer – Madelein Meppelink          | CAN Heather Bansley – Brandie Wilkerson  |
| GER Julia Sude – Karla Borger               | ESP Liliana Fernández – Elsa Baquerizo         | CHN Wang Fan – Xia Xinyi                 |
| NED Katja Stam – Raïsa Schoon               | CHN Xue Chen – Wang Xinxin                     | ARG Ana Gallay – Fernanda Pereyra        |
| Grupo D                                     | Grupo E                                        | Grupo F                                  |
| BRA Ana Patrícia Ramos – Rebecca Cavalcante | AUS Taliqua Clancy – Mariafe Artacho del Solar | JPN Miki Ishii – Megumi Murakami         |
| USA Kelly Claes – Sarah Sponcil             | ROC Nadezda Makroguzova – Svetlana Kholomina   | SUI Nina Betschart – Tanja Hüberli       |
| LAT Anastasija Kravčenoka – Tīna Graudiņa   | ITA Marta Menegatti – Viktoria Orsi Toth       | GER Margareta Kozuch – Laura Ludwig      |
| KEN Gaudencia Makokha – Brackcides Khadambi | CUB Lidy Echevarría – Leila Martínez           | CZE Barbora Hermannová – Markéta Sluková |

## Árbitros
Os seguintes árbitros foram selecionados para a competição.
- ARG Osvaldo Sumavil
- BRA Mário Ferro
- CHN Wang Lijun
- COL Juan Carlos Saavedra
- ESP José María Padrón
- GRE Charalampos Papadogoulas
- JPN Mariko Satomi
- ITA Davide Crescentini
- POL Agnieszka Myszkowska
- POR Rui Carvalho
- RSA Giovanni Bake
- RUS Roman Pristovakin
- USA Brig Beatie

## Fase de grupos
As duas primeiras duplas de cada grupo e as duas melhores terceiras dentre todos os grupos seguiram diretamente às oitavas de final, enquanto as restantes terceiras disputaram os play-offs (lucky losers).
|  | Classificadas para as oitavas de final         |
|  | Classificadas para os play-offs (lucky losers) |

Todas as partidas seguem o fuso horário local (UTC+9).

### Grupo A
|     |                            |     | Jogos | Jogos | Jogos | Sets | Sets | Sets  | Pontos | Pontos | Pontos |
| Pos | Equipe                     | Pts | T     | V     | D     | V    | P    | R     | V      | P      | R      |
| --- | -------------------------- | --- | ----- | ----- | ----- | ---- | ---- | ----- | ------ | ------ | ------ |
| 1   | CAN Pavan – Humana-Paredes | 6   | 3     | 3     | 0     | 6    | 0    | MAX   | 129    | 96     | 1.344  |
| 2   | SUI Heidrich – Vergé-Dépré | 5   | 3     | 2     | 1     | 4    | 3    | 1.333 | 135    | 120    | 1.125  |
| 3   | NED Stam – Schoon          | 4   | 3     | 1     | 2     | 2    | 4    | 0.500 | 113    | 123    | 0.919  |
| 4   | GER Sude – Borger          | 3   | 3     | 0     | 3     | 1    | 6    | 0.167 | 106    | 144    | 0.736  |

Fonte: FIVB
| 24 de julho 12:00 Relatório | CAN Pavan – Humana-Paredes | 2–0         | NED Stam – Schoon | Parque Shiokaze, Tóquio Árbitro(s): RSA Giovanni Bake GRE Charalampos Papadogoulas |
| 24 de julho 12:00 Relatório | 21                         | Set 1 Set 2 | 16 14             | Parque Shiokaze, Tóquio Árbitro(s): RSA Giovanni Bake GRE Charalampos Papadogoulas |

| 24 de julho 17:00 Relatório | SUI Heidrich – Vergé-Dépré | 2–1               | GER Sude – Borger | Parque Shiokaze, Tóquio Árbitro(s): ITA Davide Crescentini USA Brig Beatie |
| 24 de julho 17:00 Relatório | 21 15                      | Set 1 Set 2 Set 3 | 8 23 6            | Parque Shiokaze, Tóquio Árbitro(s): ITA Davide Crescentini USA Brig Beatie |

| 26 de julho 12:00 Relatório | CAN Pavan – Humana-Paredes | 2–0         | GER Sude – Borger | Parque Shiokaze, Tóquio Árbitro(s): COL Juan Carlos Saavedra POR Rui Carvalho |
| 26 de julho 12:00 Relatório | 21                         | Set 1 Set 2 | 17 14             | Parque Shiokaze, Tóquio Árbitro(s): COL Juan Carlos Saavedra POR Rui Carvalho |

| 26 de julho 21:00 Relatório | SUI Heidrich – Vergé-Dépré | 2–0         | NED Stam – Schoon | Parque Shiokaze, Tóquio Árbitro(s): USA Brig Beatie POL Agnieszka Myszkowska |
| 26 de julho 21:00 Relatório | 22 21                      | Set 1 Set 2 | 20 18             | Parque Shiokaze, Tóquio Árbitro(s): USA Brig Beatie POL Agnieszka Myszkowska |

| 29 de julho 10:00 Relatório | CAN Pavan – Humana-Paredes | 2–0         | SUI Heidrich – Vergé-Dépré | Parque Shiokaze, Tóquio Árbitro(s): RUS Roman Pristovakin CHN Wang Lijun |
| 29 de julho 10:00 Relatório | 21 24                      | Set 1 Set 2 | 13 22                      | Parque Shiokaze, Tóquio Árbitro(s): RUS Roman Pristovakin CHN Wang Lijun |

| 29 de julho 15:00 Relatório | GER Sude – Borger | 0–2         | NED Stam – Schoon | Parque Shiokaze, Tóquio Árbitro(s): POL Agnieszka Myszkowska GRE Charalampos Papadogoulas |
| 29 de julho 15:00 Relatório | 22 16             | Set 1 Set 2 | 24 21             | Parque Shiokaze, Tóquio Árbitro(s): POL Agnieszka Myszkowska GRE Charalampos Papadogoulas |

### Grupo B
|     |                         |     | Jogos | Jogos | Jogos | Sets | Sets | Sets  | Pontos | Pontos | Pontos |
| Pos | Equipe                  | Pts | T     | V     | D     | V    | P    | R     | V      | P      | R      |
| --- | ----------------------- | --- | ----- | ----- | ----- | ---- | ---- | ----- | ------ | ------ | ------ |
| 1   | USA Klineman – Ross     | 6   | 3     | 3     | 0     | 6    | 1    | 6.000 | 140    | 109    | 1.284  |
| 2   | CHN Xue – Wang X.       | 5   | 3     | 2     | 1     | 4    | 3    | 1.333 | 143    | 128    | 1.117  |
| 3   | ESP Liliana – Baquerizo | 4   | 3     | 1     | 2     | 2    | 5    | 0.400 | 108    | 137    | 0.788  |
| 4   | NED Keizer – Meppelink  | 3   | 3     | 0     | 3     | 3    | 6    | 0.500 | 160    | 177    | 0.904  |

Fonte: FIVB
| 25 de julho 09:00 Relatório | USA Klineman – Ross | 2–0         | CHN Xue – Wang X. | Parque Shiokaze, Tóquio Árbitro(s): JPN Mariko Satomi ITA Davide Crescentini |
| 25 de julho 09:00 Relatório | 21                  | Set 1 Set 2 | 17 19             | Parque Shiokaze, Tóquio Árbitro(s): JPN Mariko Satomi ITA Davide Crescentini |

| 25 de julho 21:00 Relatório | NED Keizer – Meppelink | 1–2               | ESP Liliana – Baquerizo | Parque Shiokaze, Tóquio Árbitro(s): ITA Davide Crescentini ARG Osvaldo Sumavil |
| 25 de julho 21:00 Relatório | 21 18 14               | Set 1 Set 2 Set 3 | 19 21 16                | Parque Shiokaze, Tóquio Árbitro(s): ITA Davide Crescentini ARG Osvaldo Sumavil |

| 27 de julho 09:00 Relatório | USA Klineman – Ross | 2–0         | ESP Liliana – Baquerizo | Parque Shiokaze, Tóquio Árbitro(s): BRA Mário Ferro ITA Davide Crescentini |
| 27 de julho 09:00 Relatório | 21                  | Set 1 Set 2 | 13 16                   | Parque Shiokaze, Tóquio Árbitro(s): BRA Mário Ferro ITA Davide Crescentini |

| 27 de julho 16:00 Relatório | NED Keizer – Meppelink | 1–2               | CHN Xue – Wang X. | Parque Shiokaze, Tóquio Árbitro(s): POR Rui Carvalho POL Agnieszka Myszkowska |
| 27 de julho 16:00 Relatório | 21 29 13               | Set 1 Set 2 Set 3 | 19 31 15          | Parque Shiokaze, Tóquio Árbitro(s): POR Rui Carvalho POL Agnieszka Myszkowska |

| 30 de julho 09:00 Relatório | USA Klineman – Ross | 2–1               | NED Keizer – Meppelink | Parque Shiokaze, Tóquio Árbitro(s): POL Agnieszka Myszkowska COL Juan Carlos Saavedra |
| 30 de julho 09:00 Relatório | 20 21 15            | Set 1 Set 2 Set 3 | 22 16 5                | Parque Shiokaze, Tóquio Árbitro(s): POL Agnieszka Myszkowska COL Juan Carlos Saavedra |

| 30 de julho 17:00 Relatório | ESP Liliana – Baquerizo | 0–2         | CHN Xue – Wang X. | Parque Shiokaze, Tóquio Árbitro(s): ITA Davide Crescentini ARG Osvaldo Sumavil |
| 30 de julho 17:00 Relatório | 13 10                   | Set 1 Set 2 | 21                | Parque Shiokaze, Tóquio Árbitro(s): ITA Davide Crescentini ARG Osvaldo Sumavil |

### Grupo C
|     |                         |     | Jogos | Jogos | Jogos | Sets | Sets | Sets  | Pontos | Pontos | Pontos |
| Pos | Equipe                  | Pts | T     | V     | D     | V    | P    | R     | V      | P      | R      |
| --- | ----------------------- | --- | ----- | ----- | ----- | ---- | ---- | ----- | ------ | ------ | ------ |
| 1   | CHN Wang F. – Xia       | 6   | 3     | 3     | 0     | 6    | 1    | 6.000 | 138    | 106    | 1.302  |
| 2   | BRA Ágatha – Duda       | 5   | 3     | 2     | 1     | 5    | 4    | 1.250 | 116    | 108    | 1.074  |
| 3   | CAN Bansley – Wilkerson | 4   | 3     | 1     | 2     | 3    | 4    | 0.750 | 126    | 128    | 0.984  |
| 4   | ARG Gallay – Pereyra    | 3   | 3     | 0     | 3     | 0    | 6    | 0.000 | 89     | 127    | 0.701  |

Fonte: FIVB
| 24 de julho 11:00 Relatório | BRA Ágatha – Duda | 2–0         | ARG Gallay – Pereyra | Parque Shiokaze, Tóquio Árbitro(s): ESP José María Padrón POL Agnieszka Myszkowska |
| 24 de julho 11:00 Relatório | 21                | Set 1 Set 2 | 19 11                | Parque Shiokaze, Tóquio Árbitro(s): ESP José María Padrón POL Agnieszka Myszkowska |

| 24 de julho 20:00 Relatório | CAN Bansley – Wilkerson | 1–2               | CHN Wang F. – Xia | Parque Shiokaze, Tóquio Árbitro(s): COL Juan Carlos Saavedra ESP José María Padrón |
| 24 de julho 20:00 Relatório | 21 15 11                | Set 1 Set 2 Set 3 | 18 21 15          | Parque Shiokaze, Tóquio Árbitro(s): COL Juan Carlos Saavedra ESP José María Padrón |

| 27 de julho 11:00 Relatório | CAN Bansley – Wilkerson | 2–0         | ARG Gallay – Pereyra | Parque Shiokaze, Tóquio Árbitro(s): JPN Mariko Satomi BRA Mário Ferro |
| 27 de julho 11:00 Relatório | 22 21                   | Set 1 Set 2 | 20 12                | Parque Shiokaze, Tóquio Árbitro(s): JPN Mariko Satomi BRA Mário Ferro |

| 27 de julho 22:00 Relatório | BRA Ágatha – Duda | 0–2         | CHN Wang F. – Xia | Parque Shiokaze, Tóquio Árbitro(s): ITA Davide Crescentini ARG Osvaldo Sumavil |
| 27 de julho 22:00 Relatório | 18 14             | Set 1 Set 2 | 21                | Parque Shiokaze, Tóquio Árbitro(s): ITA Davide Crescentini ARG Osvaldo Sumavil |

| 29 de julho 20:00 Relatório | CHN Wang F. – Xia | 2–0         | ARG Gallay – Pereyra | Parque Shiokaze, Tóquio Árbitro(s): RSA Giovanni Bake RUS Roman Pristovakin |
| 29 de julho 20:00 Relatório | 21                | Set 1 Set 2 | 14 13                | Parque Shiokaze, Tóquio Árbitro(s): RSA Giovanni Bake RUS Roman Pristovakin |

| 29 de julho 21:00 Relatório | BRA Ágatha – Duda | 2–0         | CAN Bansley – Wilkerson | Parque Shiokaze, Tóquio Árbitro(s): ARG Osvaldo Sumavil ITA Davide Crescentini |
| 29 de julho 21:00 Relatório | 21                | Set 1 Set 2 | 18                      | Parque Shiokaze, Tóquio Árbitro(s): ARG Osvaldo Sumavil ITA Davide Crescentini |

### Grupo D
|     |                            |     | Jogos | Jogos | Jogos | Sets | Sets | Sets  | Pontos | Pontos | Pontos |
| Pos | Equipe                     | Pts | T     | V     | D     | V    | P    | R     | V      | P      | R      |
| --- | -------------------------- | --- | ----- | ----- | ----- | ---- | ---- | ----- | ------ | ------ | ------ |
| 1   | USA Claes – Sponcil        | 6   | 3     | 3     | 0     | 6    | 2    | 3.000 | 147    | 110    | 1.336  |
| 2   | LAT Kravčenoka – Graudiņa  | 5   | 3     | 2     | 1     | 5    | 5    | 1.000 | 135    | 120    | 1.125  |
| 3   | BRA Ana Patrícia – Rebecca | 4   | 3     | 1     | 2     | 4    | 4    | 1.000 | 141    | 125    | 1.128  |
| 4   | KEN Makokha – Khadambi     | 3   | 3     | 0     | 3     | 0    | 5    | 0.000 | 58     | 126    | 0.460  |

Fonte: FIVB
| 26 de julho 09:00 Relatório | USA Claes – Sponcil | 2–1               | LAT Kravčenoka – Graudiņa | Parque Shiokaze, Tóquio Árbitro(s): GRE Charalampos Papadogoulas RSA Giovanni Bake |
| 26 de julho 09:00 Relatório | 21 16 15            | Set 1 Set 2 Set 3 | 13 21 11                  | Parque Shiokaze, Tóquio Árbitro(s): GRE Charalampos Papadogoulas RSA Giovanni Bake |

| 26 de julho 11:00 Relatório | BRA Ana Patrícia – Rebecca | 2–0         | KEN Makokha – Khadambi | Parque Shiokaze, Tóquio Árbitro(s): POL Agnieszka Myszkowska GRE Charalampos Papadogoulas |
| 26 de julho 11:00 Relatório | 21                         | Set 1 Set 2 | 15 9                   | Parque Shiokaze, Tóquio Árbitro(s): POL Agnieszka Myszkowska GRE Charalampos Papadogoulas |

| 28 de julho 11:00 Relatório | BRA Ana Patrícia – Rebecca | 1–2               | LAT Kravčenoka – Graudiņa | Parque Shiokaze, Tóquio Árbitro(s): COL Juan Carlos Saavedra GRE Charalampos Papadogoulas |
| 28 de julho 11:00 Relatório | 15 21 12                   | Set 1 Set 2 Set 3 | 21 12 15                  | Parque Shiokaze, Tóquio Árbitro(s): COL Juan Carlos Saavedra GRE Charalampos Papadogoulas |

| 29 de julho 09:00 Relatório | USA Claes – Sponcil | 2–0         | KEN Makokha – Khadambi | Parque Shiokaze, Tóquio Árbitro(s): JPN Mariko Satomi RSA Giovanni Bake |
| 29 de julho 09:00 Relatório | 21                  | Set 1 Set 2 | 8 6                    | Parque Shiokaze, Tóquio Árbitro(s): JPN Mariko Satomi RSA Giovanni Bake |

| 31 de julho 09:00 Relatório | BRA Ana Patrícia – Rebecca | 1–2               | USA Claes – Sponcil | Parque Shiokaze, Tóquio Árbitro(s): CHN Wang Lijun RUS Roman Pristovakin |
| 31 de julho 09:00 Relatório | 21 19 11                   | Set 1 Set 2 Set 3 | 17 21 15            | Parque Shiokaze, Tóquio Árbitro(s): CHN Wang Lijun RUS Roman Pristovakin |

| 31 de julho 10:00 Relatório | LAT Kravčenoka – Graudiņa | 2–0         | KEN Makokha – Khadambi | Parque Shiokaze, Tóquio Árbitro(s): ARG Osvaldo Sumavil BRA Mário Ferro |
| 31 de julho 10:00 Relatório | 21                        | Set 1 Set 2 | 6 14                   | Parque Shiokaze, Tóquio Árbitro(s): ARG Osvaldo Sumavil BRA Mário Ferro |

### Grupo E
|     |                                |     | Jogos | Jogos | Jogos | Sets | Sets | Sets  | Pontos | Pontos | Pontos |
| Pos | Equipe                         | Pts | T     | V     | D     | V    | P    | R     | V      | P      | R      |
| --- | ------------------------------ | --- | ----- | ----- | ----- | ---- | ---- | ----- | ------ | ------ | ------ |
| 1   | ROC Makroguzova – Kholomina    | 6   | 3     | 3     | 0     | 6    | 1    | 6.000 | 135    | 101    | 1.337  |
| 2   | AUS Clancy – Artacho del Solar | 5   | 3     | 2     | 1     | 5    | 2    | 2.500 | 126    | 119    | 1.059  |
| 3   | CUB Lidy – Leila               | 4   | 3     | 1     | 2     | 2    | 4    | 0.500 | 98     | 116    | 0.845  |
| 4   | ITA Menegatti – Orsi Toth      | 3   | 3     | 0     | 3     | 0    | 6    | 0.000 | 104    | 127    | 0.819  |

Fonte: FIVB
| 25 de julho 12:00 Relatório | AUS Clancy – Artacho del Solar | 2–0         | CUB Lidy – Leila | Parque Shiokaze, Tóquio Árbitro(s): BRA Mário Ferro CHN Wang Lijun |
| 25 de julho 12:00 Relatório | 21                             | Set 1 Set 2 | 15 14            | Parque Shiokaze, Tóquio Árbitro(s): BRA Mário Ferro CHN Wang Lijun |

| 25 de julho 15:00 Relatório | ROC Makroguzova – Kholomina | 2–0         | ITA Menegatti – Orsi Toth | Parque Shiokaze, Tóquio Árbitro(s): GRE Charalampos Papadogoulas POL Agnieszka Myszkowska |
| 25 de julho 15:00 Relatório | 21                          | Set 1 Set 2 | 18 15                     | Parque Shiokaze, Tóquio Árbitro(s): GRE Charalampos Papadogoulas POL Agnieszka Myszkowska |

| 28 de julho 16:00 Relatório | ROC Makroguzova – Kholomina | 2–0         | CUB Lidy – Leila | Parque Shiokaze, Tóquio Árbitro(s): ITA Davide Crescentini ARG Osvaldo Sumavil |
| 28 de julho 16:00 Relatório | 21                          | Set 1 Set 2 | 16 11            | Parque Shiokaze, Tóquio Árbitro(s): ITA Davide Crescentini ARG Osvaldo Sumavil |

| 28 de julho 21:00 Relatório | AUS Clancy – Artacho del Solar | 2–0         | ITA Menegatti – Orsi Toth | Parque Shiokaze, Tóquio Árbitro(s): POL Agnieszka Myszkowska GRE Charalampos Papadogoulas |
| 28 de julho 21:00 Relatório | 22 21                          | Set 1 Set 2 | 20 19                     | Parque Shiokaze, Tóquio Árbitro(s): POL Agnieszka Myszkowska GRE Charalampos Papadogoulas |

| 30 de julho 15:00 Relatório | AUS Clancy – Artacho del Solar | 1–2               | ROC Makroguzova – Kholomina | Parque Shiokaze, Tóquio Árbitro(s): ARG Osvaldo Sumavil RSA Giovanni Bake |
| 30 de julho 15:00 Relatório | 8 21 12                        | Set 1 Set 2 Set 3 | 21 15                       | Parque Shiokaze, Tóquio Árbitro(s): ARG Osvaldo Sumavil RSA Giovanni Bake |

| 30 de julho 20:00 Relatório | ITA Menegatti – Orsi Toth | 0–2         | CUB Lidy – Leila | Parque Shiokaze, Tóquio Árbitro(s): ESP José María Padrón POL Agnieszka Myszkowska |
| 30 de julho 20:00 Relatório | 16                        | Set 1 Set 2 | 21               | Parque Shiokaze, Tóquio Árbitro(s): ESP José María Padrón POL Agnieszka Myszkowska |

### Grupo F
|     |                          |     | Jogos | Jogos | Jogos | Sets | Sets | Sets  | Pontos | Pontos | Pontos |
| Pos | Equipe                   | Pts | T     | V     | D     | V    | P    | R     | V      | P      | R      |
| --- | ------------------------ | --- | ----- | ----- | ----- | ---- | ---- | ----- | ------ | ------ | ------ |
| 1   | SUI Betschart – Hüberli  | 6   | 3     | 3     | 0     | 6    | 2    | 3.000 | 111    | 111    | 1.000  |
| 2   | GER Kozuch – Ludwig      | 5   | 3     | 2     | 1     | 5    | 2    | 2.500 | 102    | 98     | 1.041  |
| 3   | JPN Ishii – Murakami     | 4   | 3     | 1     | 2     | 3    | 4    | 0.750 | 89     | 93     | 0.957  |
| 4   | CZE Hermannová – Sluková | 3   | 3     | 0     | 3     | 0    | 6    | 0.000 | 0      | 126    | 0.000  |

Fonte: FIVB
| 24 de julho 09:00 Relatório | JPN Ishii – Murakami | 2–0 | CZE Hermannová – Sluková | Parque Shiokaze, Tóquio Árbitro(s): POL Agnieszka Myszkowska COL Juan Carlos Saavedra |
| 24 de julho 09:00 Relatório | DNS                  |     |                          | Parque Shiokaze, Tóquio Árbitro(s): POL Agnieszka Myszkowska COL Juan Carlos Saavedra |

| 24 de julho 15:00 Relatório | SUI Betschart – Hüberli | 2–1               | GER Kozuch – Ludwig | Parque Shiokaze, Tóquio Árbitro(s): USA Brig Beatie JPN Mariko Satomi |
| 24 de julho 15:00 Relatório | 23 22 16                | Set 1 Set 2 Set 3 | 25 20 14            | Parque Shiokaze, Tóquio Árbitro(s): USA Brig Beatie JPN Mariko Satomi |

| 26 de julho 16:00 Relatório | SUI Betschart – Hüberli | 2–0 | CZE Hermannová – Sluková | Parque Shiokaze, Tóquio Árbitro(s): JPN Mariko Satomi RUS Roman Pristovakin |
| 26 de julho 16:00 Relatório | DNS                     |     |                          | Parque Shiokaze, Tóquio Árbitro(s): JPN Mariko Satomi RUS Roman Pristovakin |

| 26 de julho 20:00 Relatório | JPN Ishii – Murakami | 0–2         | GER Kozuch – Ludwig | Parque Shiokaze, Tóquio Árbitro(s): RSA Giovanni Bake COL Juan Carlos Saavedra |
| 26 de julho 20:00 Relatório | 17 20                | Set 1 Set 2 | 21 22               | Parque Shiokaze, Tóquio Árbitro(s): RSA Giovanni Bake COL Juan Carlos Saavedra |

| 28 de julho 10:00 Relatório | JPN Ishii – Murakami | 1–2               | SUI Betschart – Hüberli | Parque Shiokaze, Tóquio Árbitro(s): POR Rui Carvalho USA Brig Beatie |
| 28 de julho 10:00 Relatório | 21 19 12             | Set 1 Set 2 Set 3 | 14 21 15                | Parque Shiokaze, Tóquio Árbitro(s): POR Rui Carvalho USA Brig Beatie |

| 28 de julho 15:00 Relatório | GER Kozuch – Ludwig | 2–0 | CZE Hermannová – Sluková | Parque Shiokaze, Tóquio Árbitro(s): BRA Mário Ferro JPN Mariko Satomi |
| 28 de julho 15:00 Relatório | DNS                 |     |                          | Parque Shiokaze, Tóquio Árbitro(s): BRA Mário Ferro JPN Mariko Satomi |

### Play-offs
|  | Classificadas para as oitavas de final         |
|  | Classificadas para os play-offs (lucky losers) |

|     |                            |     | Jogos | Jogos | Jogos | Sets | Sets | Sets  | Pontos | Pontos | Pontos |
| Pos | Equipe                     | Pts | T     | V     | D     | V    | P    | R     | V      | P      | R      |
| --- | -------------------------- | --- | ----- | ----- | ----- | ---- | ---- | ----- | ------ | ------ | ------ |
| 1   | BRA Ana Patrícia – Rebecca | 4   | 3     | 1     | 2     | 4    | 4    | 1.000 | 141    | 125    | 1.128  |
| 2   | CAN Bansley – Wilkerson    | 4   | 3     | 1     | 2     | 3    | 4    | 0.750 | 126    | 128    | 0.984  |
| 3   | JPN Ishii – Murakami       | 4   | 3     | 1     | 2     | 3    | 4    | 0.750 | 89     | 93     | 0.957  |
| 4   | NED Stam – Schoon          | 4   | 3     | 1     | 2     | 2    | 4    | 0.500 | 113    | 123    | 0.919  |
| 5   | CUB Lidy – Leila           | 4   | 3     | 1     | 2     | 2    | 4    | 0.500 | 98     | 116    | 0.845  |
| 6   | ESP Liliana – Baquerizo    | 4   | 3     | 1     | 2     | 2    | 5    | 0.400 | 108    | 137    | 0.788  |

Fonte: FIVB
| 31 de julho 17:00 Relatório | JPN Ishii – Murakami | 0–2         | ESP Liliana – Baquerizo | Parque Shiokaze, Tóquio Árbitro(s): GRE Charalampos Papadogoulas USA Brig Beatie |
| 31 de julho 17:00 Relatório | 15 10                | Set 1 Set 2 | 21                      | Parque Shiokaze, Tóquio Árbitro(s): GRE Charalampos Papadogoulas USA Brig Beatie |

| 31 de julho 20:00 Relatório | NED Stam – Schoon | 0–2         | CUB Lidy – Leila | Parque Shiokaze, Tóquio Árbitro(s): RUS Roman Pristovakin RSA Giovanni Bake |
| 31 de julho 20:00 Relatório | 17                | Set 1 Set 2 | 21               | Parque Shiokaze, Tóquio Árbitro(s): RUS Roman Pristovakin RSA Giovanni Bake |

## Fase final

### Chaveamento
|  | Oitavas de final               | Oitavas de final               |                                |   | Quartas de final           | Quartas de final    |             |             | Semifinais | Semifinais |  |  | Final | Final |
|  |                                |                                |                                |   |                            |                     |             |             |            |            |  |  |       |       |
|  | 2 de agosto                    |                                |                                |   |                            |                     |             |             |            |            |  |  |       |       |
|  |                                |                                |                                |   |                            |                     |             |             |            |            |  |  |       |       |
|  | CAN Pavan – Humana-Paredes     | 2                              |                                |   |                            |                     |             |             |            |            |  |  |       |       |
|  | CAN Pavan – Humana-Paredes     | 2                              | 3 de agosto                    |   |                            |                     |             |             |            |            |  |  |       |       |
|  | ESP Liliana – Baquerizo        | 0                              |                                |   |                            |                     |             |             |            |            |  |  |       |       |
|  | ESP Liliana – Baquerizo        | 0                              | CAN Pavan – Humana-Paredes     | 1 |                            |                     |             |             |            |            |  |  |       |       |
|  | 1 de agosto                    |                                | CAN Pavan – Humana-Paredes     | 1 |                            |                     |             |             |            |            |  |  |       |       |
|  |                                | AUS Clancy – Artacho del Solar | 2                              |   |                            |                     |             |             |            |            |  |  |       |       |
|  | AUS Clancy – Artacho del Solar | AUS Clancy – Artacho del Solar | 2                              | 2 |                            |                     |             |             |            |            |  |  |       |       |
|  | AUS Clancy – Artacho del Solar |                                | 5 de agosto                    | 2 |                            |                     |             |             |            |            |  |  |       |       |
|  | CHN Xue – Wang X.              | 0                              |                                |   |                            |                     |             |             |            |            |  |  |       |       |
|  | CHN Xue – Wang X.              | 0                              | AUS Clancy – Artacho del Solar | 2 |                            |                     |             |             |            |            |  |  |       |       |
|  | 1 de agosto                    |                                | AUS Clancy – Artacho del Solar | 2 |                            |                     |             |             |            |            |  |  |       |       |
|  |                                | LAT Kravčenoka – Graudiņa      | 0                              |   |                            |                     |             |             |            |            |  |  |       |       |
|  | ROC Makroguzova – Kholomina    | LAT Kravčenoka – Graudiņa      | 0                              | 1 |                            |                     |             |             |            |            |  |  |       |       |
|  | ROC Makroguzova – Kholomina    | 3 de agosto                    |                                | 1 |                            |                     |             |             |            |            |  |  |       |       |
|  | LAT Kravčenoka – Graudiņa      | 2                              |                                |   |                            |                     |             |             |            |            |  |  |       |       |
|  | LAT Kravčenoka – Graudiņa      | 2                              | LAT Kravčenoka – Graudiņa      | 2 |                            |                     |             |             |            |            |  |  |       |       |
|  | 1 de agosto                    |                                | LAT Kravčenoka – Graudiņa      | 2 |                            |                     |             |             |            |            |  |  |       |       |
|  |                                | CAN Bansley – Wilkerson        | 1                              |   |                            |                     |             |             |            |            |  |  |       |       |
|  | CAN Bansley – Wilkerson        | CAN Bansley – Wilkerson        | 1                              | 2 |                            |                     |             |             |            |            |  |  |       |       |
|  | CAN Bansley – Wilkerson        |                                | 6 de agosto                    | 2 |                            |                     |             |             |            |            |  |  |       |       |
|  | USA Claes – Sponcil            | 1                              |                                |   |                            |                     |             |             |            |            |  |  |       |       |
|  | USA Claes – Sponcil            | 1                              | AUS Clancy – Artacho del Solar | 0 |                            |                     |             |             |            |            |  |  |       |       |
|  | 1 de agosto                    |                                | AUS Clancy – Artacho del Solar | 0 |                            |                     |             |             |            |            |  |  |       |       |
|  |                                | USA Ross – Klineman            | 2                              |   |                            |                     |             |             |            |            |  |  |       |       |
|  | CHN Wang F. – Xia              | USA Ross – Klineman            | 2                              | 0 |                            |                     |             |             |            |            |  |  |       |       |
|  | CHN Wang F. – Xia              | 3 de agosto                    |                                | 0 |                            |                     |             |             |            |            |  |  |       |       |
|  | BRA Ana Patrícia – Rebecca     | 2                              |                                |   |                            |                     |             |             |            |            |  |  |       |       |
|  | BRA Ana Patrícia – Rebecca     | 2                              | BRA Ana Patrícia – Rebecca     | 1 |                            |                     |             |             |            |            |  |  |       |       |
|  | 1 de agosto                    |                                | BRA Ana Patrícia – Rebecca     | 1 |                            |                     |             |             |            |            |  |  |       |       |
|  |                                | SUI Heidrich – Vergé-Dépré     | 2                              |   |                            |                     |             |             |            |            |  |  |       |       |
|  | SUI Heidrich – Vergé-Dépré     | SUI Heidrich – Vergé-Dépré     | 2                              | 2 |                            |                     |             |             |            |            |  |  |       |       |
|  | SUI Heidrich – Vergé-Dépré     |                                | 5 de agosto                    | 2 |                            |                     |             |             |            |            |  |  |       |       |
|  | SUI Hüberli – Betschart        | 1                              |                                |   |                            |                     |             |             |            |            |  |  |       |       |
|  | SUI Hüberli – Betschart        | 1                              | SUI Heidrich – Vergé-Dépré     | 0 |                            |                     |             |             |            |            |  |  |       |       |
|  | 1 de agosto                    |                                | SUI Heidrich – Vergé-Dépré     | 0 |                            |                     |             |             |            |            |  |  |       |       |
|  |                                | USA Ross – Klineman            | 2                              |   | Disputa pelo bronze        | Disputa pelo bronze |             |             |            |            |  |  |       |       |
|  | GER Kozuch – Ludwig            | USA Ross – Klineman            | 2                              | 2 | Disputa pelo bronze        | Disputa pelo bronze |             |             |            |            |  |  |       |       |
|  | GER Kozuch – Ludwig            | 3 de agosto                    | 3 de agosto                    | 2 |                            |                     | 6 de agosto | 6 de agosto |            |            |  |  |       |       |
|  | BRA Ágatha – Duda              | 3 de agosto                    | 3 de agosto                    | 1 |                            |                     | 6 de agosto | 6 de agosto |            |            |  |  |       |       |
|  | BRA Ágatha – Duda              | GER Kozuch – Ludwig            | 0                              | 1 | LAT Kravčenoka – Graudiņa  | 0                   |             |             |            |            |  |  |       |       |
|  | 2 de agosto                    | GER Kozuch – Ludwig            | 0                              |   | LAT Kravčenoka – Graudiņa  | 0                   |             |             |            |            |  |  |       |       |
|  |                                | USA Ross – Klineman            | 2                              |   | SUI Heidrich – Vergé-Dépré | 2                   |             |             |            |            |  |  |       |       |
|  | CUB Lidy – Leila               | USA Ross – Klineman            | 2                              | 0 | SUI Heidrich – Vergé-Dépré | 2                   |             |             |            |            |  |  |       |       |
|  | CUB Lidy – Leila               |                                |                                | 0 |                            |                     |             |             |            |            |  |  |       |       |
|  | USA Ross – Klineman            | 2                              |                                |   |                            |                     |             |             |            |            |  |  |       |       |
|  | USA Ross – Klineman            | 2                              |                                |   |                            |                     |             |             |            |            |  |  |       |       |

### Oitavas de final
| 1 de agosto 09:00 Relatório | CAN Bansley – Wilkerson | 2–1               | USA Claes – Sponcil | Parque Shiokaze, Tóquio Árbitro(s): POL Agnieszka Myszkowska POR Rui Carvalho |
| 1 de agosto 09:00 Relatório | 22 21 15                | Set 1 Set 2 Set 3 | 24 18 13            | Parque Shiokaze, Tóquio Árbitro(s): POL Agnieszka Myszkowska POR Rui Carvalho |

| 1 de agosto 10:00 Relatório | CHN Wang F. – Xia | 0–2         | BRA Ana Patrícia – Rebecca | Parque Shiokaze, Tóquio Árbitro(s): ESP José María Padrón COL Juan Carlos Saavedra |
| 1 de agosto 10:00 Relatório | 14 21             | Set 1 Set 2 | 21 23                      | Parque Shiokaze, Tóquio Árbitro(s): ESP José María Padrón COL Juan Carlos Saavedra |

| 1 de agosto 14:00 Relatório | ROC Makroguzova – Kholomina | 1–2               | LAT Kravčenoka – Graudiņa | Parque Shiokaze, Tóquio Árbitro(s): GRE Charalampos Papadogoulas RSA Giovanni Bake |
| 1 de agosto 14:00 Relatório | 21 17 13                    | Set 1 Set 2 Set 3 | 16 21 15                  | Parque Shiokaze, Tóquio Árbitro(s): GRE Charalampos Papadogoulas RSA Giovanni Bake |

| 1 de agosto 17:00 Relatório | GER Kozuch – Ludwig | 2–1               | BRA Ágatha – Duda | Parque Shiokaze, Tóquio Árbitro(s): GRE Charalampos Papadogoulas POL Agnieszka Myszkowska |
| 1 de agosto 17:00 Relatório | 21 19 16            | Set 1 Set 2 Set 3 | 19 21 14          | Parque Shiokaze, Tóquio Árbitro(s): GRE Charalampos Papadogoulas POL Agnieszka Myszkowska |

| 1 de agosto 18:00 Relatório | SUI Heidrich – Vergé-Dépré | 2–1               | SUI Hüberli – Betschart | Parque Shiokaze, Tóquio Árbitro(s): JPN Mariko Satomi USA Brig Beatie |
| 1 de agosto 18:00 Relatório | 21 19 23                   | Set 1 Set 2 Set 3 | 12 21                   | Parque Shiokaze, Tóquio Árbitro(s): JPN Mariko Satomi USA Brig Beatie |

| 1 de agosto 21:00 Relatório | AUS Clancy – Artacho del Solar | 2–0         | CHN Xue – Wang X. | Parque Shiokaze, Tóquio Árbitro(s): RUS Roman Pristovakin RSA Giovanni Bake |
| 1 de agosto 21:00 Relatório | 22 21                          | Set 1 Set 2 | 20 13             | Parque Shiokaze, Tóquio Árbitro(s): RUS Roman Pristovakin RSA Giovanni Bake |

| 2 de agosto 09:00 Relatório | CUB Lidy – Leila | 0–2         | USA Ross – Klineman | Parque Shiokaze, Tóquio Árbitro(s): POR Rui Carvalho JPN Mariko Satomi |
| 2 de agosto 09:00 Relatório | 17 15            | Set 1 Set 2 | 21                  | Parque Shiokaze, Tóquio Árbitro(s): POR Rui Carvalho JPN Mariko Satomi |

| 2 de agosto 10:00 Relatório | CAN Pavan – Humana-Paredes | 2–0         | ESP Liliana – Baquerizo | Parque Shiokaze, Tóquio Árbitro(s): COL Juan Carlos Saavedra POL Agnieszka Myszkowska |
| 2 de agosto 10:00 Relatório | 21                         | Set 1 Set 2 | 13                      | Parque Shiokaze, Tóquio Árbitro(s): COL Juan Carlos Saavedra POL Agnieszka Myszkowska |

### Quartas de final
| 3 de agosto 09:00 Relatório | GER Kozuch – Ludwig | 0–2         | USA Ross – Klineman | Parque Shiokaze, Tóquio Árbitro(s): COL Juan Carlos Saavedra GRE Charalampos Papadogoulas |
| 3 de agosto 09:00 Relatório | 19                  | Set 1 Set 2 | 21                  | Parque Shiokaze, Tóquio Árbitro(s): COL Juan Carlos Saavedra GRE Charalampos Papadogoulas |

| 3 de agosto 10:00 Relatório | BRA Ana Patrícia – Rebecca | 1–2               | SUI Heidrich – Vergé-Dépré | Parque Shiokaze, Tóquio Árbitro(s): POL Agnieszka Myszkowska USA Brig Beatie |
| 3 de agosto 10:00 Relatório | 19 21 12                   | Set 1 Set 2 Set 3 | 21 18 15                   | Parque Shiokaze, Tóquio Árbitro(s): POL Agnieszka Myszkowska USA Brig Beatie |

| 3 de agosto 21:00 Relatório | LAT Kravčenoka – Graudiņa | 2–1               | CAN Bansley – Wilkerson | Parque Shiokaze, Tóquio Árbitro(s): ITA Davide Crescentini ARG Osvaldo Sumavil |
| 3 de agosto 21:00 Relatório | 21 18 15                  | Set 1 Set 2 Set 3 | 13 21 11                | Parque Shiokaze, Tóquio Árbitro(s): ITA Davide Crescentini ARG Osvaldo Sumavil |

| 3 de agosto 22:00 Relatório | CAN Pavan – Humana-Paredes | 1–2               | AUS Clancy – Artacho del Solar | Parque Shiokaze, Tóquio Árbitro(s): ESP José María Padrón CHN Wang Lijun |
| 3 de agosto 22:00 Relatório | 15 21 12                   | Set 1 Set 2 Set 3 | 21 19 15                       | Parque Shiokaze, Tóquio Árbitro(s): ESP José María Padrón CHN Wang Lijun |

### Semifinal
| 5 de agosto 09:00 Relatório | SUI Heidrich – Vergé-Dépré | 0–2         | USA Ross – Klineman | Parque Shiokaze, Tóquio Árbitro(s): RUS Roman Pristovakin JPN Mariko Satomi |
| 5 de agosto 09:00 Relatório | 12 11                      | Set 1 Set 2 | 21                  | Parque Shiokaze, Tóquio Árbitro(s): RUS Roman Pristovakin JPN Mariko Satomi |

| 5 de agosto 10:00 Relatório | AUS Clancy – Artacho del Solar | 2–0         | LAT Kravčenoka – Graudiņa | Parque Shiokaze, Tóquio Árbitro(s): COL Juan Carlos Saavedra RSA Giovanni Bake |
| 5 de agosto 10:00 Relatório | 23 21                          | Set 1 Set 2 | 21 13                     | Parque Shiokaze, Tóquio Árbitro(s): COL Juan Carlos Saavedra RSA Giovanni Bake |

### Disputa pelo bronze
| 6 de agosto 10:00 Relatório | LAT Kravčenoka – Graudiņa | 0–2         | SUI Heidrich – Vergé-Dépré | Parque Shiokaze, Tóquio Árbitro(s): POR Rui Carvalho JPN Mariko Satomi |
| 6 de agosto 10:00 Relatório | 19 15                     | Set 1 Set 2 | 21                         | Parque Shiokaze, Tóquio Árbitro(s): POR Rui Carvalho JPN Mariko Satomi |

### Final
| 6 de agosto 11:30 Relatório | AUS Clancy – Artacho del Solar | 0–2         | USA Ross – Klineman | Parque Shiokaze, Tóquio Árbitro(s): BRA Mário Ferro GRE Charalampos Papadogoulas |
| 6 de agosto 11:30 Relatório | 15 16                          | Set 1 Set 2 | 21                  | Parque Shiokaze, Tóquio Árbitro(s): BRA Mário Ferro GRE Charalampos Papadogoulas |

## Classificação final
| Pos.              | Dupla                          |
| ----------------- | ------------------------------ |
| Medalha de ouro   | USA Ross – Klineman            |
| Medalha de prata  | AUS Clancy – Artacho del Solar |
| Medalha de bronze | SUI Heidrich – Vergé-Dépré     |
| 4                 | LAT Kravčenoka – Graudiņa      |
| 5                 | BRA Ana Patrícia – Rebecca     |
| 5                 | CAN Bansley – Wilkerson        |
| 5                 | CAN Pavan – Humana-Paredes     |
| 5                 | GER Kozuch – Ludwig            |
| 9                 | BRA Ágatha – Duda              |
| 9                 | CHN Wang F. – Xia              |
| 9                 | CHN Xue – Wang X.              |
| 9                 | CUB Lidy – Leila               |
| 9                 | ROC Makroguzova – Kholomina    |
| 9                 | SUI Hüberli – Betschart        |
| 9                 | ESP Liliana – Baquerizo        |
| 9                 | USA Claes – Sponcil            |
| 17                | JPN Ishii – Murakami           |
| 17                | NED Stam – Schoon              |
| 19                | ARG Gallay – Pereyra           |
| 19                | CZE Hermannová – Sluková       |
| 19                | GER Sude – Borger              |
| 19                | ITA Menegatti – Orsi Toth      |
| 19                | KEN Makokha – Khadambi         |
| 19                | NED Keizer – Meppelink         |